# Энгель, Константин
Константин Энгель (нем. Konstantin Engel; род. 27 июля 1988, Караганда) — немецко-казахстанский футболист, защитник клуба «Еддело».

## Карьера
Начинал карьеру в клубе «Виктория 08». В 2004 году перешёл в «Оснабрюк». Вначале играл во второй команде в Оберлиге. В основной команде дебютировал в сезоне 2006/07 в матче с «Хольштайном» (3:2). 15 августа 2008 года впервые в качестве профессионального футболиста вышел в матче Второй Бундеслиги против «Санкт-Паули». Вскоре занял место в основе команды и 1 мая 2009 года забил свой первый гол в игре против «Веена». В сезоне 2010/11 клуб Энгеля занял 16-е место, проиграл в стыковых матчах дрезденскому «Динамо» и выбыл в Третью лигу.
В 2011 году после окончания контракта с «Оснабрюком» Энгель подписал контракт с коттбусским «Энерги» на два года, там его тренировал бывший тренер «Оснабрюка» Пеле Воллитц. В 2013 году после безуспешных переговоров с клубом Энгель покинул «Энерги».
12 сентября 2013 года подписал контракт с «Ингольштадтом 04». В сезоне 2015/16, третьем в команде и первом в Бундеслиге, в основном находился в запасе, выйдя на поле лишь в четырёх матчах: при этом в одной игре был заменён, в двух выходил на замену и только одну провёл полностью. Всего на поле Энгель провёл 194 минуты.
3 августа 2016 года подписал контракт с «Астаной», за которую не сыграл ни одного матча. 27 января 2017 года перешёл в «Оснабрюк» в третью по силе лиги Германии. В сезоне 2017/18 провёл 21 игру во всех турнирах и забил 2 гола, а его команда финишировала на 16 месте из 20 команд. В следующим сезоне 2018/19 провёл 26 игр забил 1 гол и отметился 2 результативными действиями, а «Оснабрюк» вышел с первого места во Вторую Бундеслигу.

## Личная жизнь
Не женат. Родился в Караганде, где, по его утверждению, последний раз был примерно в 2002 году. В настоящий момент[какой?] из родственников футболиста в Казахстане проживает бабушка, которая живёт в Павлодаре.

## Достижения
«Астана»
- Чемпион Казахстана: 2016

## Статистика выступлений за сборную
Дебютировал в сборной 6 июня 2012 года в товарищеском матче против сборной Кыргызстана.
| № | Дата            | Соперник          | Счёт | Голы Энгеля | Турнир               |
| 1 | 6 июня 2012     | Кыргызстан        | 5:2  | -           | Товарищеский матч    |
| 2 | 5 июня 2012     | Армения           | 0:3  | -           | Товарищеский матч    |
| 3 | 26 марта 2013   | Германия          | 1:4  | -           | Квалификация ЧМ-2014 |
| 4 | 14 августа 2013 | Грузия            | 1:0  | -           | Товарищеский матч    |
| 5 | 11 октября 2013 | Фарерские острова | 1:1  | -           | Квалификация ЧМ-2014 |
| 6 | 15 октября 2013 | Ирландия          | 1:3  | -           | Квалификация ЧМ-2014 |
| 7 | 5 марта 2014    | Литва             | 1:1  | -           | Товарищеский матч    |
| 8 | 7 июня 2014     | Венгрия           | 0:3  | -           | Товарищеский матч    |

Итого по официальным матчам: 8 матчей / 0 голов; 2 побед, 2 ничьих, 4 поражений.